# Pâclișa, Alba

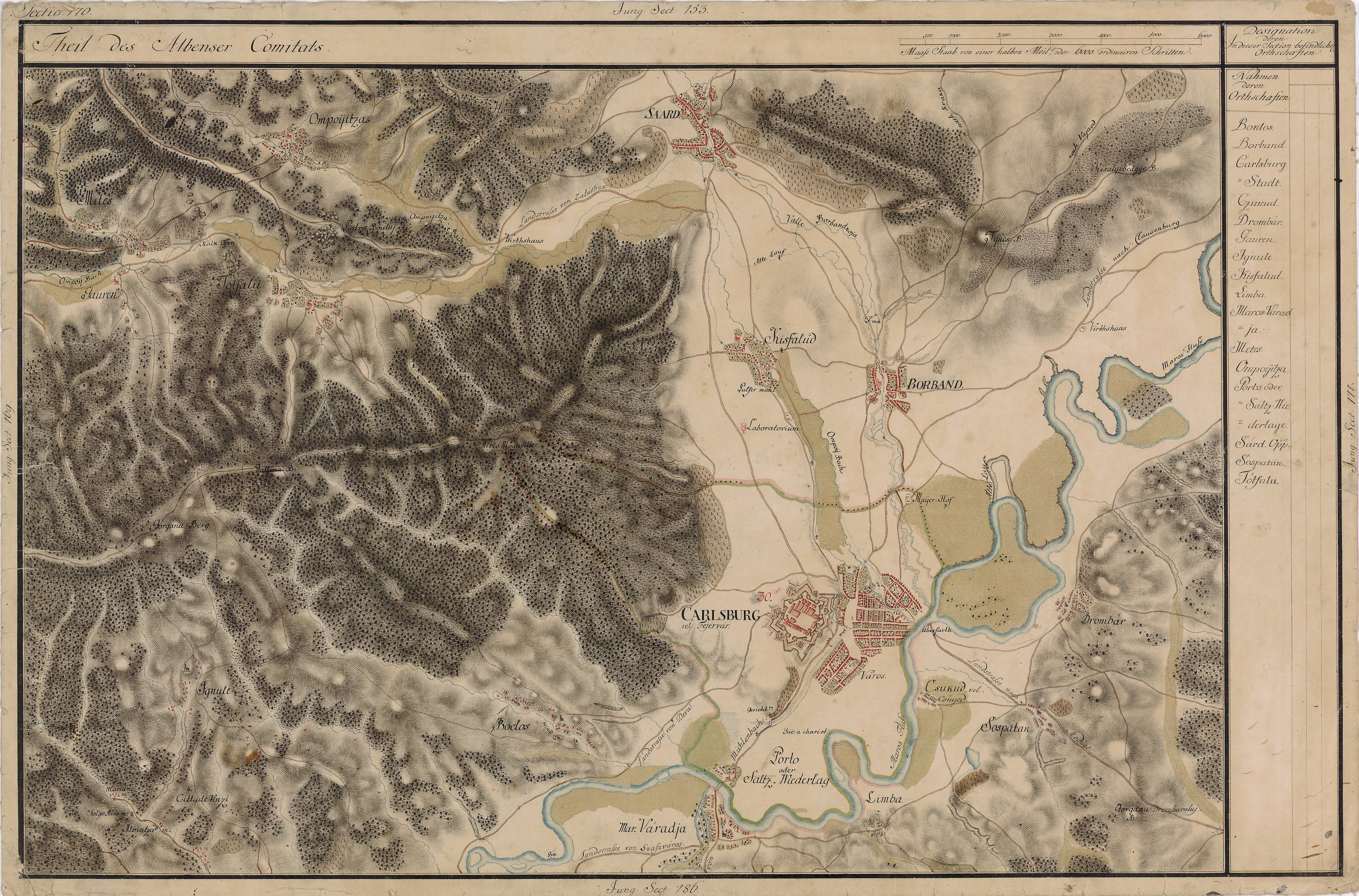
Pâclișa (Boclos) pe Harta Iosefină a Transilvaniei,
1769-1773 (Sectio 170)

Pâclișa este o localitate componentă a municipiului Alba Iulia din județul Alba, Transilvania, România. Se află la o distanță de 2 km sud-vest de centrul municipiului, la poalele Munților Trascău.

## Istoric
Pe Harta Iosefină a Transilvaniei din 1769-1773 (Sectio 170) localitatea apare sub numele de „Boclos”.